# Wojciech Wilczyński
Wojciech Wilczyński (ur. 18 marca 1990 w Słupsku) – polski piłkarz występujący na pozycji obrońcy.